# Lick It Up Tour
Die Lick It Up Tour war eine Tournee der Band Kiss in den Jahren 1983/84 nach der Veröffentlichung des gleichnamigen Albums.
Sowohl dessen 1982er Vorgänger Creatures of the Night als auch die darauffolgende Tournee waren kommerziell nur mäßig erfolgreich. Deswegen beschlossen die Kiss-Mitglieder ihr legendäres Make-up abzulegen. Am 18. September 1983, unmittelbar vor Erscheinen von Lick It Up, zeigten sie sich der Öffentlichkeit auf MTV das erste Mal ungeschminkt. Das Album Lick It Up verkaufte sich besser als die beiden Vorgänger. Um dieses zu bewerben, ging Kiss auf eine Tournee.

## Europa-Tournee
Die Europa-Tournee sollte ursprünglich im September beginnen, wurde aber verschoben, weil die Bühne nicht rechtzeitig nach Europa gebracht worden war. Sie war die gleiche wie die Bühne der Creatures of the Night Tour, aber im Gegensatz zu der vorangegangenen Tournee wurden kaum pyrotechnische Effekte verwendet. Also begann sie am 11. Oktober 1983 in Lissabon, Portugal. Die Musiker fühlten sich wie bei einem Soundcheck, als sie ihre erste Show ohne ihr Make-up spielten. Sie kamen auch in Deutschland vorbei. Sie traten in den Städten Offenbach am Main, München, Sindelfingen, Nürnberg und Essen auf. Das Konzert am 13. November 1983 in Brüssel, Belgien, besuchten Mitglieder von Iron Maiden. Die Europa-Tournee schlossen sie am 25. November 1983 mit einem Konzert in Uleåborg, Finnland, ab. Vinnie Vincent wurde nach der Europa-Tournee wegen seiner ausschweifenden Gitarren-Solos und wegen menschlicher Differenzen entlassen.

## Nordamerika-Tournee
Die Nordamerika-Tournee begann am 26. Dezember 1983 in Atlanta, Vereinigte Staaten. Vinnie Vincent spielte die Nordamerika-Tournee, weil Kiss kurzfristig keinen Ersatz finden konnte. Der kommerzielle Tiefpunkt war am 9. Januar 1984 erreicht, als Kiss vor 1.507 Zuschauern in Biloxi (Mississippi) spielte. Das Konzert am 11. Januar 1984 in Nashville, Tennessee wurde für die King Biscuit Flower Hour aufgenommen und später geschnitten ausgestrahlt. Nach dem Konzert am 27. Januar 1984 in Los Angeles wäre es fast zu Handgreiflichkeiten gekommen.
Nach dem letzten Konzert in Evansville (Indiana) am 17. März 1984 wurde Vinnie Vincent endgültig entlassen. Auch die Nordamerika-Tournee war, wie die Europa-Tournee, ein finanzieller Flop. Das nächste Album spielte Mark St. John ein.

## Beiträge für das Tourneeprogramm
Das Tourneeprogramm auf der Lick It Up Tour variierte. Folgende Songs spielte Kiss in Deutschland:
- Creatures of the Night
- Deuce
- Cold Gin
- Fits Like a Glove
- Firehouse
- Gitarrensolo Paul Stanley
- Exciter
- War Machine
- Gimme More
- Gitarrensolo Vinnie Vincent
- Basssolo Gene Simmons
- I Love it Loud
- I Still Love You
- Schlagzeugsolo Eric Carr
- Young and Wasted
- Love Gun
- Black Diamond

Zugaben:
- Lick It Up
- Rock and Roll All Nite[5]